# Ludvík z Anjou
Ludvík I. z Anjou (23. července 1339, Vincennes – 20. září 1384, Bisceglie) byl druhý syn Jana II. Francouzského a Jitky Lucemburské. Narodil se na zámku Vincennes. Jeho otec ho jmenoval hrabětem z Anjou v roce 1356. Následně byl v roce 1360 povýšen na vévodu z Anjou a roku 1370 na vévodu z Touraine.
V roce 1382 získal, jakožto adoptivní syn Johany I. Neapolské, Provence a Forcalquier. Po ní také zdědil nárok na Neapolské a Jeruzalémské království. Vedl válečné tažení do Itálie, kvůli uplatnění svého nároku na neapolský trůn. V té době byl již veteránem Stoleté války. Po jeho smrti připadly jeho nároky a tituly jeho synovi Ludvíku II., který poté neapolskému království nějaký čas vládl.

## Stoletá válka
Ludvík se účastnil bitvy u Poitiers pod vedením svého bratra Karla V. Bitva skončila drtivou porážkou Francouzů. Přesto se oběma bratrům podařilo předejít zajetí. Král Jan II. a Ludvíkův mladší bratr Filip už takové štěstí neměli. Oba byli zajati Angličany vedenými Eduardem z Woodstocku. Jejich výkupné se stalo předmětem míru z Brétigny podepsaného roku 1360.
Mezi lety 1380 a 1382 sloužil Ludvík jako regent svého synovce Karla VI.

## Král Neapole
Roku 1382 Ludvík opustil Francii, aby uplatnil svůj nárok na neapolský trůn, jež získal po smrti bezdětné královny Johany I. Neapolské. Ta Ludvíka adoptovala, aby tak zabránila připadnutí dědictví jejím nejbližším příbuzným, které považovala za nepřátele. Přes jeho korunovaci v Avignonu vzdoropapežem Klementem VII. byl Ludvík donucen zůstat ve Francii. Johana byla zabita během uvěznění v San Fele v roce 1382. Ludvík podporovaný vzdoropapežem, Francií, Bernabem Viscontim a Amadeem VI. Savojským a s využitím peněz získaných během jeho regentství započal tažení s cílem získat Neapolské království.
Výprava čítající kolem 40 000 mužů však byla neúspěšná.

## Potomci
Ludvík se 9. července 1360 oženil s Marií z Blois. Z tohoto sňatku vzešly tři děti:
- Marie (1370 – po roce 1383)
- Ludvík II. z Anjou (1377–1417), vévoda z Anjou, v letech 1389–1399 králem Neapole, ⚭ 1400 Jolanda Aragonská (1381–1442)
- Karel (1380–1404), kníže z Taranta, hrabě z Roucy, Étampes a Gienu